# وليم شيبن
الدكتور وليم شيبن الأصغر (بالإنجليزية: William Shippen, Jr)‏ ـ (21 أكتوبر 1736 ـ 11 يوليو 1808) هو أول أستاذ نظامي للتشريح والجراحة والتوليد في أمريكا الكولونيالية. أسس أول مستشفى للولادة في الولايات المتحدة الأمريكية، وكان ثاني من شغلوا منصب مدير عام مستشفيات الجيش القاري.